# Jinxianxian (ort i Kina, Jiangxi Sheng, lat 28,37, long 116,26)
Jinxianxian är en ort i Kina. Den ligger i provinsen Jiangxi, i den sydöstra delen av landet, omkring 51 kilometer sydost om provinshuvudstaden Nanchang. Antalet invånare är 690 446. Befolkningen består av 332 167 kvinnor och 358 279 män. Barn under 15 år utgör 24,0 %, vuxna 15-64 år 67 %, och äldre över 65 år 7,0 %.
Runt Jinxianxian är det tätbefolkat, med 369 invånare per kvadratkilometer. Jinxianxian är det största samhället i trakten. Trakten runt Jinxianxian består till största delen av jordbruksmark.
Genomsnittlig årsnederbörd är 2 304 millimeter. Den regnigaste månaden är juni, med i genomsnitt 441 mm nederbörd, och den torraste är oktober, med 23 mm nederbörd.